# Kryta Polana
Kryta Polana – polana w polskich Tatrach Zachodnich. Znajduje się na wysokości ok. 975–1000 m n.p.m., u wylotu Doliny Krytej (jedno z zachodnich odgałęzień Doliny Chochołowskiej), tuż po zachodniej stronie Chochołowskiego Potoku. Z drogi przez Dolinę Chochołowską jednak jest niewidoczna. Polana wchodziła w skład Hali Krytej Według danych z dzieła „Pasterstwo Tatr Polskich i Podhala” (t. VI – mapa) w 1956 r. znajdowały się na niej 2 drewniane budowle pasterskie. Inwentaryzacja z roku 1975 wykazała już tylko jeden obiekt (szałas).
Polana Kryta jest jedną z niewielu tatrzańskich polan, na których odbywa się jeszcze wypas. Jest to tzw. wypas kulturowy.